# 3-Oksolauratna dekarboksilaza
3-Oksolauratna dekarboksilaza (EC 4.1.1.56, beta-ketolauratna dekarboksilaza, beta-ketoacilna dekarboksilaza, 3-oksododekanoatna karboksilijaza) je enzim sa sistematskim imenom 3-oksododekanoat karboksilijaza (formira 2-undekanone). Ovaj enzim katalizuje sledeću hemijsku reakciju
3-oksododekanoat {\displaystyle \rightleftharpoons } 2-undekanon + CO2
Ovaj enzim takođe dekarboksiluje druge C14 - C16 oksokiseline.

## Literatura
- Nicholas C. Price; Lewis Stevens (1999). Fundamentals of Enzymology: The Cell and Molecular Biology of Catalytic Proteins (Third изд.). USA: Oxford University Press. ISBN 019850229X.
- Eric J. Toone (2006). Advances in Enzymology and Related Areas of Molecular Biology, Protein Evolution (Volume 75 изд.). Wiley-Interscience. ISBN 0471205036.
- Branden C; Tooze J. Introduction to Protein Structure. New York, NY: Garland Publishing. ISBN 0-8153-2305-0.
- Irwin H. Segel. Enzyme Kinetics: Behavior and Analysis of Rapid Equilibrium and Steady-State Enzyme Systems (Book 44 изд.). Wiley Classics Library. ISBN 0471303097.

## Spoljašnje veze
- 3-oxolaurate+decarboxylase на 